# 遵义医科大学医学与科技学院
遵义医科大学医学与科技学院，成立于2001年，位于贵州省遵义市，是一所独立学院。

## 历史沿革
2001年5月，遵义医学院创办遵义医学院科技学院。2004年，更名为遵义医学院医学科技学院。